# Гамалиевка (Шосткинский район)
Гамалиевка (укр. Гамаліївка) — село, Шосткинская городская община, Шосткинский район, Сумская область, Украина.
Код КОАТУУ — 5925381001. Население по переписи 2001 года составляло 534 человека.

## Географическое положение
Село Гамалиевка находится на берегу реки Шостка (в основном на левом), выше по течению на расстоянии в 2,5 км расположено село Маково, ниже по течению на расстоянии в 1 км расположен город Шостка. Около села несколько массивов садовых участков. Через село проходит автомобильная дорога Т-2502 (Р-65). На расстоянии в 2 км расположена железнодорожная станция Маково.

## История
- Село Гамалиевка известно с XVIII века.
- В селе была Рождество-Богородицкая церковь Гамалеевского женского монастыря. Священнослужители Рождество-Богородицкой церкви[2]:
  - 1888—1903 — священник Иван Терещенко
  - 1898—1903 — священник Николай Усердов

## Экономика
- Шосткинская исправительная колония (№66).
- ООО «Шостка-райкомунхоз».

## Объекты социальной сферы
- Клуб.

## Достопримечательности
- Гамалеевский Харлампиев монастырь (основан в 1702 году).